# Timiateri de Calaceit

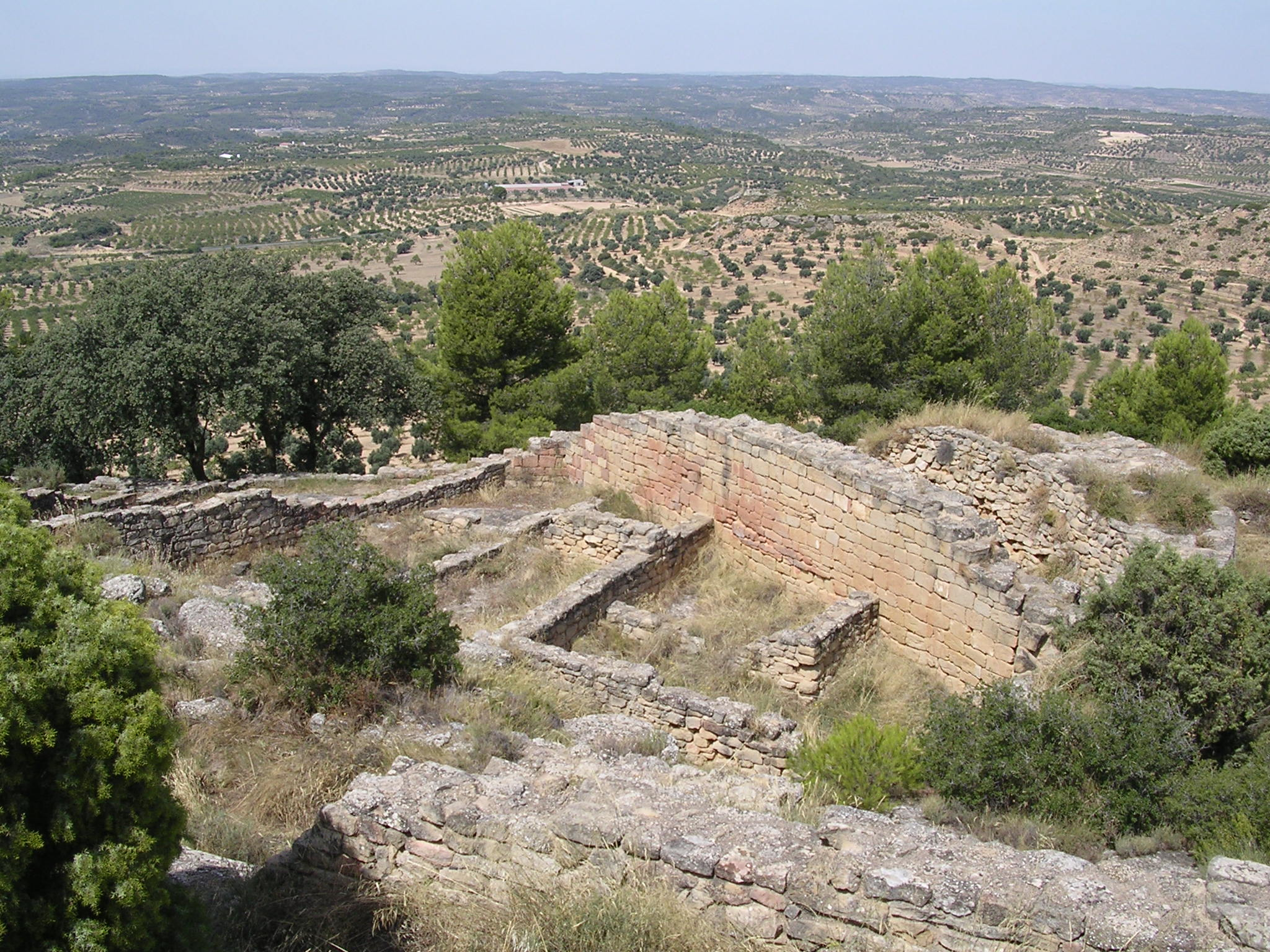
Poblat ibèric de Sant Antoni, pròxim a Calaceit, a la Franja de Ponent.

El timiateri o encenser de Calaceit és datat entre els anys 675-526 a. C. (segle vi  a. C.) i és una peça elaborada pels ibers, que és tal com anomenaven els antics cronistes grecs als pobles nadius del llevant i sud de la península Ibèrica, per distingir-los dels pobles de l'interior, la cultura i els costums dels quals eren ben diferents.
El timiateri o thymiaterion és una mena d'encenser utilitzat antigament a la zona mediterrània amb propòsits espirituals i religiosos, en particular durant les cerimònies de culte.
Fou trobat l'any 1903 a l'interior de la tomba d'un personatge d'alt rang iber, al costat d'un calder i d'una cuirassa, a la necròpoli de "Les Ferreres", situada a la comarca aragonesa del Matarraña, a la Franja de Ponent. La peça arqueològica va ser trobada per un pagès i bescanviada per un quadre a l'oli amb Juan Cabré, natural de Calaceit, arqueòleg i artista autor de la pintura.
L'encenser s'exposa al Museo A rqueológico Nacional d'Espanya, a Madrid, amb el número d'inventari 38447.

## Característiques tècniques
- Període: Edat de ferro II.
- Estil: Ibèric.
- Forma: Dos cons de cèrcols calats contraposats, units per una columneta que a la seva base té un cavall.
- Material: bronze.
- Tècnica: Fosa a la cera perduda.
- Altura: 35 centímetres
- Altura del cavall: 15 centímetres.
- Longitud del cavall: 15,5 centímetres.
- Longitud de la columna: 20 centímetres.
- Diàmetre màxim del cremador: 20,5 centímetres.
- Diàmetre màxim del suport: 19,5 centímetres.